# تقاطع خندان
تقاطع خندان یا دوراهی خندان یا گذرگاه خندان (انگلیسی: Cheshire Crossing) یک کمیک فانتزی است که در ابتدا توسط اندی ویر از سال ۲۰۰۶ تا ۲۰۰۸ تصویرسازی شده بود و بعداً توسط سارا اندرسون برای تاپاس از سال ۲۰۱۷ تا ۲۰۱۹ تصویرسازی شد. نسخه آخر به عنوان یک رمان گرافیکی توسط تن اسپید پرس منتشر شد که اثری از خانه تصادفی است. داستان که در اوایل دهه ۱۹۰۰ اتفاق می‌افتد، شخصیت‌هایی از ماجراهای آلیس در سرزمین عجایب، جادوگر شهر اُز و پیتر پن را می‌گیرد و آلیس لیدل، دوروتی گیل و وندی دارلینگ را پس از متحد شدن آن‌ها در «گذرگاه خندان» دنبال می‌کند. توسط دکتر ارنست رادرفورد مرموز و دوشیزه مری پاپینز (در برخی نسخه‌ها به دوشیزه پول تغییر نام داده شد) برای مطالعه توانایی‌های آن‌ها برای سفر بین دنیاها قبل از رویارویی با نیروهای ترکیبی جادوگر شرور غرب و کاپیتان هوک است. این رمان گرافیکی در یک درام صوتی اقتباس شده‌است و همچنین برای اقتباس سینمایی نیز انتخاب شده‌است.

## طرح

### بررسی اجمالی
وندی دارلینگ، دوروتی گیل و آلیس لیدل همگی نوجوانانی هستند که پس از سفرهای مربوطه خود به دنیاهای دیگر، مبتلا به «روان‌پریشی تجزیه‌ای» تشخیص داده شده‌اند. این سه نفر به بخش‌ها و آسایشگاه‌های مختلف متعهد شده‌اند، از جمله دوروتی که تحت درمان با شوک الکتریکی شده. تا سال ۱۹۱۰، شخصیت‌ها نوجوان هستند و دیگر مانند آثار اصلی شیرین یا ساده لوح نیستند. این سه نفر همگی توسط والدینشان به گذرگاه خندان، یک مدرسه شبانه‌روزی انگلیسی و مرکز تحقیقاتی فرستاده می‌شوند که در آن تنها بیماران هستند. دکتر رادرفورد، که این مؤسسه را رهبری می‌کند، واقعاً معتقد است که دختران می‌توانند بین دنیا سفر کنند و می‌خواهد با قدرت‌هایشان به آن‌ها کمک کند و یک پرستار بچه برای مراقبت از آن‌ها منصوب کرده‌است که یک چتر حمل می‌کند و قدرت‌های خاصِ خودش را دارد. آلیس برای سفر به اُز از دمپایی‌های دوروتی استفاده می‌کند. وندی در حالی که سعی می‌کند جلوی او را بگیرد با او می‌رود. ماجراجویی‌های آن‌ها بین زمین، سرزمین هرگز، سرزمین عجایب و اُز ادامه می‌یابد و با جادوگر شرور غرب و کاپیتان هوک که هر دو برای شرارت و عشق متحد می‌شوند، سر و کار دارند. بسیاری از شخصیت‌های دیگر از آثار اصلی ظاهر می‌شوند، از جمله گربهٔ خندان، ملکهٔ قلب‌ها، کلاه‌دار دیوانه، تینکربل، میمون‌های پرنده، و پیتر پن، که در طول داستان پیر می‌شود و به آلیس علاقه دارد.

### خلاصهٔ فصلی
تغییرات کوچکی بین نسخه‌های مختلف داستان وجود دارد. از همه مهم‌تر، نام دایه از مری پاپینز به خانم گوندولین پول تغییر یافت. خلاصه طرح زیر، نسخه اصلی را با هر گونه تغییری که با پاورقی مشخص شده‌است، توصیف می‌کند.

#### فصل ۱
در سال ۱۹۰۴، والدین آلیس پس از ناپدید شدن شش روزه‌اش، او را بیهوش در محل املاک خود کشف کردند. بعد از اینکه او را به دکتر می‌برند، با خود فکر می‌کنند که او در آن زمان کجا بود و چه اتفاقی برای او افتاده‌است، در حالی که آلیس بی‌صدا روی تختش می‌نشیند.
شش سال بعد، آلیس توسط مری پاپینز به آسایشگاه روانی «گذرگاه خندان» آورده می‌شود، در آنجا با وندی دارلینگ ملاقات می‌کند و به او گفته می‌شود که منتظر دختر سوم باشد. آلیس متوجه می‌شود که پنجره‌ها قفل هستند در حالی که وندی تمرین پرتاب چاقو می‌کند. هر دو به اختصار در مورد تشخیص خود از «روان پریشی تجزیه‌ای» (که در کمیک به معنای «دیوانه به واسطه ایجاد دنیایی خیالی» توصیف می‌شود)، صحبت از «سرزمین هرگز» و «سرزمین عجایب» و تاریخچه آن‌ها در نهادهای مشابه صحبت می‌کنند و هر دو دیگری را به عنوان دیوانه پس از ورود دختر سوم، دوروتی گیل آمریکایی، پاپینز آن‌ها را نزد دکتر ارنست رادرفورد می‌آورد، که نشان می‌دهد گذرگاه خندان یک مرکز تحقیقاتی است و می‌داند که هر سه دختر عاقل هستند و قادر به سفر به دنیاهای دیگر هستند. او به آن‌ها اطلاع می‌دهد که آزمایش‌ها روز بعد آغاز می‌شود، تا اینکه آلیس ناراحت می‌شود و ابراز می‌کند نمی‌خواهد یک موش آزمایشگاهی باشد. سپس توسط پاپینز که رادرفورد می‌گوید پرستار و معلم آن‌ها خواهد بود، آن‌ها را به اتاق خواب مشترک می‌فرستد.
در آن شب، دوروتی از آلیس و وندی در مورد سرزمین عجایب و سرزمین هرگز می‌پرسد و نشان می‌دهد که او ابتدا در یک گردباد به اُز سفر کرده‌است، اما اکنون می‌تواند هر زمان که بخواهد با استفاده از یک جفت دمپایی یاقوتی برود و فریاد بزند «هیچ جایی مثل اُز وجود ندارد». پس از درخواست، آلیس نشان می‌دهد که می‌تواند از طریق هر سطح بازتابنده، معمولاً از آینه، به سرزمین عجایب سفر کند، در حالی که وندی می‌گوید سرزمین هرگز در «دومین ستاره از سمت راست» واقع شده‌است. پس از اینکه آلیس تلاش می‌کند تا فرار کند، پاپینز او را پیدا می‌کند، آلیس دمپایی‌های دوروتی را در حالی که او خواب است می‌گیرد و از آن‌ها برای فرار به اُز استفاده می‌کند و ناخواسته وندی را با خود می‌برد.
پس از بیدار شدن در اُز، آلیس توسط جادوگر شرور غرب با توپ کریستالی خود شناسایی می‌شود. وست از دیدن دمپایی‌ها بر روی شخصی غیر از دوروتی شگفت زده می‌شود و گروهی از میمون‌های پرنده را برای بازیابی آن‌ها می‌فرستد. وست و آلیس هر دو شوکه می‌شوند وقتی که میمون‌های پرنده او را به هوا بلند می‌کنند، وندی به هوا پرواز می‌کند و آلیس را نجات می‌دهد. وندی و آلیس در مزرعه فرود می‌آیند که وندی را می‌خواباند، اما آلیس به دلیل تحمل لودانوم بالا مقاومت می‌کند. آلیس از طریق برکه‌ای نزدیک به سرزمین عجایب فرار می‌کند، جایی که گربه خندان از او استقبال می‌کند.

#### فصل ۲
در یک فلاش بک، دوروتی توسط گلیندا در اُز مطلع می‌شود که چگونه از دمپایی برای بازگشت به خانه‌اش در کانزاس استفاده کند، قبل از اینکه متوجه شود گلیندا می‌توانست زودتر به او گفته باشد و او را دستکاری کرده تا جادوگر شرور غرب را برای او بکشد. در حال حاضر، گذرگاه خندان، دوروتی از اقدامات آلیس به پاپینز و رادرفورد می‌گوید. رادرفورد می‌گوید که «قدرت‌های دوروتی ذاتی هستند» و به او می‌گوید که به اُز برود. پس از گفتن «هیچ جایی مثل اُز وجود ندارد»، دوروتی به همراه پاپینز به اُز منتقل می‌شود، او بهش توضیح می‌دهد که به جای اینکه دمپایی‌ها قدرت سفر به اُز را برای او فراهم کنند، او خودش قدرت کفش‌ها را فراهم کرده‌است، ناخودآگاه خودش را آورده‌است. دوروتی و پاپینز جاده آجر زرد را به سمت دهکده مونچکین دنبال می‌کنند، جایی که دوروتی با تعجب از شهردارش می‌فهمد که جادوگر شرور غرب زنده است، چند ماه قبل بازگشته و «دختری از دور» را اسیر کرده‌است. دوروتی به دلیل «بی‌احتیاطی محض» توسط پاپینز مورد سرزنش قرار می‌گیرد، زیرا او قبلاً به‌طور تصادفی جادوگر شرور غرب و خواهرش را کشته‌است. در سرزمین عجایب، آلیس توسط ملکه قلب‌ها و سربازان کارت بازی‌اش مورد استقبال قرار می‌گیرد، که او را به عنوان یک قهرمان به دلیل اینکه قبلاً در مقابل ملکه قلب‌ها ایستاده بود، ستایش می‌کنند. جک از اینکه قبلاً او را در محاکمه نجات داده بود سپاسگزار است، او را با گروه شورشی که از او الهام گرفته بود (از جمله کلاه‌دار) معرفی می‌کند. آلیس پیشنهاد می‌کند که جک و گروهش را در ازای کمک به یافتن و نجات وندی به اُز بیاورد. در قلعه وست، وندی که غل و زنجیر شده سعی می‌کند قبل از بیهوش شدن توسط وست فرار کند. وست وندی را بررسی می‌کند و متوجه می‌شود که او «مسیری است به دنیای دیگری». پس از مشورت با ارواح تاریک در مورد این جهان، وست نام آن، سرزمین هرگز و اینکه پری دارد را می‌آموزد. وست که اکنون دمپایی‌ها را بی‌اهمیت می‌بیند، وندی را به اتاق بازیگران خود آورده و از او برای ایجاد دروازه‌ای به سرزمین هرگز استفاده می‌کند. در خارج از قلعه، در کوه‌های اُز، دوروتی و پاپینز پس از اینکه آلیس با گروه جک دوباره وارد اُز می‌شود. پس از بازگرداندن دمپایی‌های دوروتی، آلیس از معجون کوچک کننده‌ای که از سرزمین عجایب به دست آورده بود استفاده می‌کند تا از کنار وینکی‌ها، نگهبانان شخصی وست بگذرد، سپس دوباره با یک کیک جادویی رشد کرد و در قلعه را از داخل باز کرد. پس از غلبه بر نگهبانان، گروه به اتاق بازیگران جادوگر می‌رسند و او دریچه‌ای را برای سرزمین هرگز باز می‌کند. وست با دیدن دوروتی سعی می. کند او را متلاشی کند، اما پاپینز با چترش از او محافظت می‌کند. در حالی که پاپینز با غرب مبارزه می‌کند، گربه خندان وندی را آزاد می‌کند و او آلیس و دوروتی را از دست شاه میمون‌های پرنده نجات می‌دهد. وست با شناخت پاپینز به عنوان یک جادوگر و با استناد به «قوانین عجیب» اُز، پاپینز را با یک سطل آب پاشیده و او را آب می‌کند. دوروتی خشمگین وست را از طریق پورتال به سرزمین هرگز مشت می‌کند و آن را پشت سر خود می‌بندد. دوروتی معتقد است که پاپینز را می‌توان بازسازی کرد، با توجه به اینکه وست از زمانی که دوروتی قبلاً او را ذوب کرده بود بازگشته بود، و آلیس بقایای پاپینز را در یک سطل جمع می‌کند تا او را به رادرفورد بازگرداند. در همین حال، در سرزمین هرگز، وست در کشتی دزدان دریایی کاپیتان جیمز هوک از خواب بیدار می‌شود و به او توضیح می‌دهد که پورتال را طراحی کرده‌است تا او را به «بدترین موجود در سرزمین هرگز» برساند.

#### فصل ۳
یک ماه بعد، در کشتی خود، کاپیتان هوک و خدمه‌اش به نیمی از روستاهای پری سرزمین هرگز یورش بردند و پریها را به جادوگر شرور غرب تقدیم کردند، زیرا اسمی خبر ورود پیتر و تینکر بل را برای نجات آن‌ها می‌فرستد. وست با صاعقه به پیتر می‌زند، و او بیهوش می‌شود، در حالی که تینک می‌گریزد، همه طبق نقشه هوک است.
در گذرگاه خندان، رادرفورد و دستیارش لم (ناشناس، اما احتمالاً لموئل گالیور) بقایای پاپینز را بررسی می‌کنند تا متوجه شوند که او به آرامی به پیکربندی اولیه خود تغییر می‌کند، اما اگر به تنهایی رها شود، سال‌ها طول می‌کشد تا کاملاً اصلاح شود. در همین حال، دوروتی در حالی که موهایش را مرتب می‌کند، متوجه می‌شود که اکنون می‌تواند مانند آلیس از آینه عبور کند. او این را به آلیس می‌گوید که به دوروتی هشدار می‌دهد که دیگر این کار را انجام ندهد. سپس تینک از طریق پنجره سقوط می‌کند و شرایط ربوده شدن پیتر و پریها را به وندی منتقل می‌کند. پس از اطلاع آلیس و دوروتی از وضعیت، آن‌ها موافقت می‌کنند که در نجات‌شان به او بپیوندند و تینک غبار پری را در اختیار آن‌ها قرار می‌دهد تا به آن‌ها اجازه دهد مانند وندی پرواز کنند، البته با کمک نیروی «افکار شاد». دوروتی برای پرواز به خاله‌اش فکر می‌کند، در حالی که آلیس به مردی به نام ریچارد فکر می‌کند که به خاطر آن مورد تمسخر قرار می‌گیرد. در حین پرواز به سرزمین هرگز، دوروتی نقشه‌ای برای نجات پیتر ترسیم می‌کند و تصمیم می‌گیرد که با جادوگر مقابله کند در حالی که وندی حواس دزدان دریایی را پرت می‌کند و آلیس برای نجات پریها خود را کوچک می‌کند. با رسیدن به سرزمین هرگز و نزدیک شدن به کشتی هوک، این سه نفر نقشه خود را به مرحله اجرا گذاشتند. در حالی که هوک به وست می‌آموزد چگونه کشتی خود را خلبانی کند، وندی به سمت بالا پرواز می‌کند تا حواس آن‌ها را پرت کند، در حالی که دوروتی یک سطل آب از پشت او به سمت وست پرتاب می‌کند، اما هیچ تأثیری ندارد - جادوگران فقط در اُز در مقابل آب ضعیف هستند. پس از اینکه دوروتی از رعد و برق وست طفره رفت، وست از طلسم برای غیرفعال کردن پرواز در منطقه استفاده می‌کند و دختران و تینک را زمین‌گیر می‌کند. پس از شروع یک دعوا با هوک، وندی در روده چاقو خورده و به دریا می‌افتد. در جای دیگر، دوروتی گوشه‌ای نیز دمپایی‌ها را به دریا می‌اندازد تا از غرب دور بماند و او را فریب می‌دهد تا صورتش را بسوزاند، قبل از اینکه توسط هوک اسیر شود. در همین حال، آلیس، که به محله هوک رفته بود، نمی‌تواند گوی را که پریها در آن زندانی هستند باز کند و قبل از ورود او و وست، از آینه هوک در سرزمین عجایب پنهان می‌شود. بعد از اینکه دوباره اتاق را ترک کردند، آلیس برمی‌گردد و پیتر بیهوش را از آینه به سرزمین عجایب می‌کشاند. پس از بیدار کردن پیتر و توضیح وضعیت، آلیس تصمیم می‌گیرد که برای شکست دادن وست به جادوی قوی‌تری نیاز دارند و با پیتر وارد جنگل می‌شوند تا شمشیر وورپال را پس بگیرند، در حالی که از جابرواک دوری می‌کنند. وندی توسط یک پری دریایی نجات می‌یابد که او و دمپایی‌ها را به قبیله لیلی ببره که وندی را به عنوان «مادرِ پن» می‌شناسند، تحویل می‌دهد. پس از بیدار شدن، وندی تعجب می‌کند که لیلی ببره او را شفا داده‌است، علی‌رغم اینکه زخمش کشنده بوده‌است. پس از تلاش برای ترک، وندی احساس بی‌حالی می‌کند. لیلی ببره به او می‌گوید که برای بهبودی کامل به یک روز خواب نیاز دارد و وندی دوباره به خواب می‌رود. روز بعد، آلیس در سرزمین عجایب از خواب بیدار می‌شود و پیتر را می‌یابد که در حال خوردن توت‌های تغییر اندازه جنگل است و از نظر جسمی بزرگ شده‌است. همان‌طور که پیتر به بحث دربارهٔ «احساسات عجیب» خود با آلیس ادامه می‌دهد، اظهار می‌کند که وندی را به عنوان مادر خود می‌بیند، زیرا او موافقت کرده بود او و دوستانش را بزرگ کند.
در همین حال، در کشتی هوک، وست به دوروتی به خاطر کشتن خواهرش مشت می‌زند و اعلام می‌کند که او را در طی چند روز خواهد کشت. هوک، با این حال، به وست توصیه می‌کند که این کار را انجام ندهد، زیرا «کتک زدن زندانیان شکل بدی است»، و به این ترتیب او می‌تواند به عنوان طعمهٔ زنده برای دام وندی و آلیس باشد. هوک و وست اعلام می‌کنند که یک بار دیگر به سواحل سرزمین هرگز حمله خواهند کرد تا پریهای بیشتری را بگیرند. پس از آن، دوروتی فریاد می‌زند «هیچ جایی مثل اُز وجود ندارد.»، نه تنها او، بلکه همه را از کشتی هوک به اُز می‌برد. کشتی هوک در مزارع به گِل نشسته و دوروتی بیهوش می‌شود. در حالی که بیهوش هستند، هوک و وست از اینکه دوروتی به دنبال نقشه‌شان برای رساندن کشتی به اُز افتاده‌اند، خوشحال می‌شوند و وست از قدرت پریهای اسیر شده برای به پرواز درآوردن کشتی استفاده می‌کند. هوک به اسمی دستور می‌دهد تا آن را به سمت قلعه وست ببرد تا آن را برایش پس بگیرد. هوک را به عنوان «شرور و شرافتمند» می‌شناسد، او را در آغوش می‌گیرد و به اُز خوش آمد می‌گوید. در گذرگاه خندان، رادرفورد فوراً با استفاده از یک قاشق چایخوری شکر به عنوان کاتالیزور باعث بازسازی پاپینز می‌شود.

#### فصل ۴
دوروتی در یک فلاش بک، شهر زمرد را برای هفتمین بار نجات داد. برای جبران او، پادشاه مترسک و تیک توک (دو تا از باهوش‌ترین افراد در اُز) موافقت می‌کنند که به دوروتی بیاموزند که باهوش باشد و «هر مشکلی را از هر زاویه ببیند». در حال حاضر، همان‌طور که وست اصرار می‌کند که هوک از توپ‌هایش علیه قلعه‌اش برای بازپس‌گیری آن استفاده نکند، تینک یواشکی سوار می‌شود و دوروتی را باز می‌کند. دوروتی تصمیم می‌گیرد بماند و وانمود کند که هنوز بسته‌است و دهانش بسته شده‌است در حالی که تینک به قلعه بازگشت وست به هوک هشدار می‌دهد. پس از جلوگیری از خوردن گربه خندان، تینک به جک هشدار می‌دهد که نیروهایش را برای نبرد آماده کند. در جای دیگر، وندی که پس از بهبودی به اُز بازگشته بود و از وضعیت توسط پری دریاییهایی که کشتی هوک را احاطه کرده بودند مطلع شد، در کنار سوراخی که کشتی فرود آمد با یک مونچکین روبرو می‌شود که قصد خود را برای تبدیل آن به مزرعه از طرف خود ابراز می‌کند. فرمانروای جدید، «پرنس جک» وندی را به سمت کشتی هدایت می‌کند، به سمت قلعه غرب، که به دنبال آن پرواز می‌کند.
همان‌طور که هوک و وست به قلعه حمله می‌کنند، دوروتی یواشکی به آنجا می‌رود. در حالی که هوک با جک دعوا می‌کند، شمشیر خود را به او می‌زند و از نمردن او شگفت زده می‌شود. جک توضیح می‌دهد که چون او یک کارت بازی زنده است، سوراخ کردنش او را نمی‌کشد و هوک را ناامید می‌کند. در همین حال، در سرزمین عجایب، پیتر و آلیس با اسقف سرخ، نگهبان شمشیر وورپال روبرو می‌شوند، که پیشنهاد می‌کند اگر بتوانند معمای او را حل کنند، آن را به آن‌ها بدهد. در حالی که آلیس تلاش می‌کند معما را حل کند، پیتر به جای آن به اسقف مشت می‌زند و با شمشیر فرار می‌کند. از آنجایی که این زوج متعاقباً به سمت درگاهی که آلیس به روی کشتی هوک باز گذاشته بود پرواز می‌کنند و پیتر اظهار می‌کند که اصرارهای جدید او پرواز را «سخت‌تر و سخت‌تر» می‌کنند، زیرا او نمی‌تواند «درست فکر کند»، آلیس به او قول می‌دهد که به او کمک کند. با ورود به پورتال و یافتن پریها از بین رفته، آلیس با تعجب متوجه می‌شود که آن‌ها در اُز هستند و پیتر بلافاصله به بیرون می‌دود تا با شمشیر به وست حمله کند و او و آلیس را از فاصله دور با مشت‌های غول پیکر ساخته شده از جادو دستگیر می‌کند. در جای دیگر، دوروتی خود را در محاصره دو دزد دریایی می‌بیند، و توسط وندی که از راه می‌رسد نجات می‌یابد و شمشیری به دوروتی می‌دهد، که به نوبه خود از دمپایی‌هایش درخواست می‌کند تا نقشه‌ای برای خودش برگرداند. در گذرگاه خندان، پاپینز متوجه می‌شود که دخترها رفته‌اند و پس از مشورت با «ارواح بچه‌های شیطان»، مکان فعلی آن‌ها را به عنوان اُز مشخص می‌کند، سپس از طریق نقاشی قلعه وست که توسط دوروتی به او داده شده‌است، به آنجا ادامه می‌رود (به این نتیجه می‌رسد که آن‌ها قبلاً یکدیگر را می‌شناختند. با ورود آلیس و وندی). با فرود آمدن بر کشتی هوک، پاپینز به وست اطلاع می‌دهد که او «بسیار شیطون بوده و باید مجازات شود» و ارواح را بر او می‌گذارد و به آن‌ها قول روحش را داده‌است. وست با درک اینکه پاپینز بسیار قدرتمندتر از اوست، قدرت خود را با استفاده از پریها تقویت می‌کند و پاپینز را در موجی از آتش جادویی از کشتی می‌اندازد. که باعث می‌شود هوک سقوط کند در حالی که دوروتی به لطف دمپایی‌ها همچنان در حال پرواز است. در حالی که گربه خندان در حال پرواز به او تعارف می‌کند. در جایی دیگر، در حالی که پاپینز در یک دهانه بهبود می‌یابد، با تینک روبرو می‌شود که نقشه‌ای برای رویارویی با غرب در اختیار او قرار می‌دهد. پاپینز با بازگشت به کشتی و اعلام "به دوست کوچکم سلام کن!" قدرت خود را با تینک تقویت می‌کند تا حدی قدرت پریهایی را که غرب استفاده می‌کند، خنسی می‌کند و این جفت را به‌طور مساوی با هم تطبیق می‌دهد. ریکو وست که خود را مغلوب می‌کند، با تله پورت در پف دود فرار می‌کند. در جای دیگر، به جای اسیر کردن خدمه هوک، جک به آن‌ها پیشنهاد می‌کند که افسران خود باشند و درخواست می‌کند از کشتی هنوز در حال پرواز هوک استفاده کنند و اسمی را به عنوان کاپیتان به کار بگیرد، در حالی که کلاه‌دار با یافتن هوک، کلاه او را می‌دزدد و او را در سیاه چال قلعه پنهان می‌کند. بعداً در همان شب، وندی با دیدن زنده بودن پاپینز او را در آغوش می‌گیرد، در حالی که آلیس و پیتر هر کدام یک لیوان شراب می‌نوشند تا آماده شوند تا «نیازهای پیتر را برآورده کنند» همان‌طور که او خواسته بود. پیتر کوچک می‌شود، همان‌طور که آلیس معجون را در شراب برای او ریخته‌است. او می‌گوید که پیتر "از چیزهایی که برای هر زنی آشکار است نابیناست" و او "زنی را که عاشق می‌بیند، می‌شناسد" و پیتر را در برابر تینک قرار می‌دهد. پیتر اظهار می‌کند که قبلاً هرگز متوجه ظاهر او نشده بود. پیتر و تینک یکدیگر را می‌بوسند، در حالی که آلیس دور می‌شود. پس از اینکه وندی محل پیتر را جویا می‌شود، آلیس به او اطمینان می‌دهد که او "مشغول است" و "خراشی روی او نیست"، قبل از رفتن برای مقابله با پاپینز پس از اینکه به او گفته شد که به دنبال او است.
در همین حال، در سرزمین عجایب، دزدی شمشیر وورپال توسط آلیس به ملکه قلب‌ها گزارش داده می‌شود و جادوگر دربار او، با مطالعه دور آلیس متوجه شده‌است که بدن او باعث ایجاد ضعف بین دنیای او و سرزمین عجایب می‌شود. در نتیجه، ملکه به جادوگر دربار دستور می‌دهد تا آلیس را ردیابی و سر او را از تن جدا کنند.

## توسعه
ویر در مصاحبه‌ای در سال ۲۰۰۸ گفت که متوجه شد پیتر پن و جادوگر شهر اُز هر دو در سال ۱۹۰۴ منتشر شده‌اند. (اگر چه جادوگر شهر اُز در واقع در سال ۱۹۰۰ منتشر شد) و وندی و دوروتی را در حال تعامل تصور کرد. ویر پس از فکر کردن به کودکان دیگری که بین دنیاها سفر می‌کنند، گفت که او به آلیس فکر می‌کند، اگرچه باید داستان او را از دهه۱۸۵۰ به جلو می‌برد. در ابتدا او فکر کرد که داستانی دربارهٔ دختران جالب نیست، اما تصمیم گرفت که «زنان بسیار جالب‌تر از دختران هستند» بنابراین داستان را چندین سال پس از کتاب‌های مربوطه تنظیم کرد. در کمیک ویر از شخصیتها، تنظیمات و مکان‌های این سه سریال و همچنین سریال مری پاپینز نوشته پی. اِل تراورز استفاده شده‌است. و سفرهای گالیور. ویر این کمیک را به عنوان "هیچ چیز بیشتر از یک فن فیک اگر فکرش را بکنید" توصیف کرده‌است و هدف این کمیک "خوانندگان در تمام سنین… هر کسی است که جادوی آن داستانهای اصلی را احساس می‌کند و با دیدن شخصیتهای آن‌ها مجذوب می‌شود". مسن‌تر، کمی خسته کننده‌تر و در تعامل با یکدیگر." ویر که در آن زمان به عنوان برنامه‌نویس کامپیوتر کار می‌کرد، کیسی و اندی وب کمیک خود را به حالت تعلیق درآورد تا گذرگاه خندان را ایجاد کند، انتشار وب کمیک در یک وب سایت شخصی از ژوئن ۲۰۰۶ تا ژانویه ۲۰۰۸. کمیکها زمانی منتشر می‌شدند که یک شماره کامل می‌شد، نه به صورت نواری. ویر در مصاحبه‌ای گفت که در حالی که انتشار گذرگاه خندان به عنوان یک وب کمیک به او امکان کنترل کامل بر روند خلاقیت را می‌داد، او همچنان از طرفداران خود بازخورد دریافت می‌کرد. ویر همچنین از مهارت‌های هنری خود انتقاد کرد و هنر خود را "بیهوده" خواند و گفت: "هنر به هیچ وجه بخش لذت بخشی از این روند نیست. این یک شر آزاردهنده و ضروری است که برای من لازم است تا داستانـم را بگویم. استقبال ضعیف از کمیک، مشکلات ویر در طراحی، و انتقاد از آثار هنری او باعث شد که او پس از اولین داستان چهار شماره‌ای، گذرگاه خندان را پایان دهد. او به دیگر اشکال نویسندگی، از جمله علمی تخیلی روی آورد و مریخی را در سال ۲۰۱۱ منتشر کرد. پس از موفقیت مارتین، ناشران به آثار قدیمی‌تر ویر نگاه کردند. ویر با سندیکا تاپاس در مورد انتشار برخی از داستان‌های مکتوب صحبت کرد که طی آن گذرگاه خندان مطرح شد. تاپاس پیشنهاد کرد که سارا اندرسون نسخه جدیدی از کمیک را به تصویر بکشد. ویر قبلاً از طرفداران «خط خطی‌های سارا» نوشته اندرسون و همچنین او از طرفداران «مریخی» بود. این دو از طریق تاپاس کار می‌کردند و هنگام تولید کمیک مستقیماً ارتباط برقرار نمی‌کردند. رنگ‌ها توسط آلیسون جورج انجام شد. گذرگاه خندان از سال ۲۰۱۷ تا ۲۰۱۹ به صورت سریالی در تاپاس منتشر شد. سپس کمیک مصور اندرسون به‌عنوان یک رمان گرافیکی مستقل در ژوئیه ۲۰۱۹ توسط تن اسپید پرس، اثری از Random House منتشر شد. به دلیل محدودیت‌های کپی رایت از سوی املاک پی.ال تراورز، شخصیت مری پاپینز از نسخه اصلی ویر در نسخه چاپی خانم گوندولین پول نامیده شد.[نیازمند منبع] تفاوت‌های دیگر با نسخه اصلی شامل رنگ پوست دوروتی گیل، کاپیتان هوک است و جادوگر شرور غرب. اسنیکت لیمونی تنها با نام "لِم" شناخته می‌شود. (فقط در پخش صوتی) جکِ قلب‌ها که به‌طور متناوب با نام جک و پادشاهِ قلب‌ها شناخته می‌شود. در پیش‌گفتار رمان گرافیکی منتشر شده، ویر علاقه خود را به همکاری بیشتر با اندرسون در فیلم‌نامه، علاوه بر خدمت به عنوان تصویرگر در ساخت دنباله‌های گذرگاه خندان ابراز کرد.

## اقتباس‌ها

### کتاب صوتی
در ۱۲ ژوئیه ۲۰۱۹، پنگوئن رندوم هاوس نسخه صوتی گذرگاه خندان را منتشر کرد. این توسط نیک مارتورلی تهیه شد و توسط گروهی از بازیگران شامل ربکا سولر، لیزا فلانگان، جیمز مونرو ایگلهارت و پیت بردبری اجرا شد.
- سوفی آموس در نقش آلیس لیدل
- بریتانی پرسلی در نقش وندی دارلینگ
- کریستن دی مرکوریو در نقش دوروتی گیل
- ربکا سولر در نقش خانم پول و ملکه قلب‌ها
- لیزا فلانگان در نقش جادوگر شرور غرب
- جیمز مونرو ایگلهارت در نقش کاپیتان هوک
- نیل هلگرز در نقش دکتر ارنست رادرفورد، گربه خندان و اسمی
- شان پاتریک هاپکینز در نقش لم و جک، چنگال قلب‌ها
- پیتر کلمن در نقش پیتر پن
- پیت بردبری در نقش راوی

### فیلم
در ۱۵ نوامبر ۲۰۱۹، Amblin Partners اعلام شد که در حال توسعه یک فیلم اقتباسی است که توسط مایکل دلوکا تهیه می‌شود و توسط ارین کرسیدا ویلسون نوشته می‌شود.